# Зомбі-апокаліпсис (фільм)
«Зомбі-апокаліпсис» (англ. Zombie Apocalypse) — американський фільм Syfy і The Asylum. В ролях Вінг Реймс, Гері Вікс, Джонні Пакар, Роберт Бланш, Аня Монзікова, Леслі-Енн Брандт і Терін Мереннг. Він був випущений на каналі Syfy 29 жовтня 2011 року. Він був випущений на DVD 27 грудня 2011 року.

## Сюжет
Фільм починається, показуючи попередні шість місяців у спогадах головних героїв. У червні 2011 року чума, що називається вірус VM2 виявляється вперше у французької жінки. У найближчі 28 днів, 83 % населення Європи були заражені. Вірус стає глобальною пандемією, і це в кінцевому підсумку досягає Японії і США. Шість місяців потому, зомбі знищили дев'яносто відсотків населення США.
В даний час, тріо, що вижили зводиться з кабіни шукати невелике місто для їжі і новини про тих, що вижили. Рамона (Тарун Меннінг), Біллі (Едді Стіплз), і Кевін які грабували магазин ремонту автомобілів, коли шум привертає орду зомбі, що нападає. Кевіна кусають, інші приєднуються до іншої групи виживших, що складаються з Генрі (Вінг Реймс), Джуліан (Джонні Pacar), Кессі (Леслі-Енн Брандт), і Мака (Гері Вікс). Кевін, був вкушений і перетворюється на зомбі, відправляється Кессі. Група вирішує відправитися разом. Вони подорожують, Мак показує, що вони прямують на острів Каталіна, нібито не зачепленого вірусом.
Група зупиняється у торговому центрі і робить рейд магазину серфінгу для взуття та захисного одягу. Вони напали на «інше» зомбі, який привертає групу повільних. Кессі вбиває бігун і вони тікають із задньої частини магазину. У ту ніч, вони знаходять притулок в закусочній і група поділяє вечерю разом. Наступного дня група направляється на «людину безпечної зони» в середній школі. Усередині вони знаходять трупи валялися навколо і ніяких людей. У тренажерному залі вони виявляють порожні ліжечка і реалізувати місце був покинутий. Як вони шукають в спортзал вона раптом наповнили зомбі, які вливаються в від декількох дверей. Під час рукопашної Рамона відділяється від групи і Біллі. Група знаходить Рамона в душах і розповісти їй про Біллі.
Після втечі зі школи, група йде через малу околицю і знайшли будинок, який був у вогні. Мак ось-ось буде захоплений зомбі і стріла потрапляє його і чоловік нападає на Мака. Людина бере Мака, Джуліан і Рамона з ним. Генрі і Кессі розділені й тікають без інших. У сусідній конспіративній квартирі, лучники представилися як Мурах, Броктоні (Роберт Бланш), і Сара (Аня Монзікова). Всі вони покладають ухвалити рішення про маршрут, щоб дістатися до порома в Каталіну. Мак хоче повернутися за Генрі і Кессі, Броктон розповідає, що їм немає у живих. Вони вирішують слідувати первісному маршруту, яким вони збиралися взяти в надії, що всі будуть знайти один одного. Наступного дня група встановлює через місто. Джуліан зупиняється використовувати портативний туалет і знаходить зомбі ховається всередині. Але в хаосі Джуліана кусають. Вони ховаються від зомбі в фургоні і Джуліан показує його укус Маку. Він пропонує принести себе в жертву задля відволікання зомбі, але починає перетворюватися, перш ніж він стане зомбі. Вся група змушена тримати його, а Мак ламає собі шию.
Тим часом Генрі і Кессі подорожували поодинці до дока порому. Вони вирішують залишитися на вибраному шляху, тому що вони знають, де решта збираються. Вони стикаються з занедбаним армійським постом і взяли кілька гранат. Кессі використовує гранату, щоб убити зомбі, що гналися за ними, щоб відвернути зомбі навколишні інші у фургоні. Вони беруть можливість покинути фургон і бігти в протилежну сторону. Вибух привертає орди зомбі в Генрі і Кессі, які в кінцевому підсумку в пастці на даху будівлі. У той час як на даху вони бачать Мака та інші на сусідньому даху. Кессі і Генрі уникнути даху і возз'єднатися групу Мака. Єдина група переслідується по вулицях у сторону доків. У доках вони знайшли знак про пором, інструкції для карантинної обробки та їжі і води. Вони також виявити щойно розірвані частини органів, які були розкидані навколо. Група потім раптово атакована парою заражених тигрів. Броктон убитий і Генрі вкушений. Генрі просить Кессі, щоб вона покінчила з ним, і вона робить це. Так закінчується фільм, — ті, що залишилися в живих — чекають порома і Мак показує запис у щоденнику Джуліана. У фінальній сцені, пором підходить і дме у свої труби.

## У ролях
- Вінг Реймс — Генрі [Архівовано 14 лютого 2015 у Wayback Machine.],
- Гері Вікс — Мак,
- Джонні Pacar — Джуліан,
- Роберт Бланш — Броктон,
- Аня Монзікова — Сара,
- Леслі-Енн Брандт — Кессі,
- Taryn Меннінг — Рамона,
- Лілан Боуден — Мірах,
- Едді Стіплз — Біллі,
- Джеральд Уебб — Кевін.

## Отримання
Zombie Apocalypse отримав негативні відгуки критиків і глядачів. Станом на 2013 рік, цей фільм досі не оцінений від Rotten Tomatoes  [Архівовано 28 вересня 2013 у Wayback Machine.].